# Technique Alexander
 (janvier 2024).
 (janvier 2024).
La technique F. M. Alexander prétend permettre d'apprendre à rétablir soi-même un équilibre postural sain nécessaire au bon fonctionnement de l'organisme.
Cette pratique tire son nom de Frederick Matthias Alexander, acteur australien qui a commencé à formuler ses principes entre 1890 et 1900.

## Histoire
Frederick Matthias Alexander (1869–1955) était un acteur shakespearien qui souffrait d'aphonie et de maux de gorge. La médecine n'ayant pas pu lui permettre de régler son problème, il a entrepris de s'observer soigneusement. Ceci lui a permis de découvrir qu'il raidissait inutilement l'ensemble de son corps lorsqu'il se préparait à réciter ou parler. Il lui fallut huit ans pour résoudre ses propres problèmes de voix.
Alexander considérait la méthode scientifique empirique comme le fondement de son travail. Il a utilisé l’auto-observation et le raisonnement pour rendre l'exécution physique de n'importe quel mouvement plus facile : s'asseoir, se tenir debout, marcher, utiliser ses mains, parler, etc. Il a conçu des moyens d'apprentissage qui permettent de devenir autonome pour continuer à s'améliorer.
Jusqu’en 1930, année où Alexander crée une école de formation de professeurs de cette discipline, il n'avait formé que certains de ses proches, de manière informelle. À sa mort, Walter Carrington, directeur de cette école, prit la relève en son nom propre. La seule école qui existait déjà depuis 1950 était celle du docteur Barlow et de son épouse Marjorie, nièce d’Alexander, tous deux formés par Frederick Mathias Alexander lui-même. F M. Alexander a formé des enseignants de sa technique principalement lorsqu'il était à Londres, de 1931 à sa mort en 1955, excepté durant la période de guerre, entre 1941 à 1943, durant laquelle il a enseigné avec son frère Albert Redden Alexander (1874–1947) dans le Massachusetts, aux États-Unis.
Des personnes célèbres ont étudié la technique Alexander : le philosophe américain John Dewey qui fait référence en matière d'éducation nouvelle, des écrivains tels qu'Aldous Huxley, Robertson Davies, Roald Dahl, le dramaturge George Bernard Shaw, des acteurs tels que Judi Dench, Hilary Swank, Ben Kingsley, Michael Caine, Jeremy Irons, Suzanna Hamilton, John Cleese, Kevin Kline, William Hurt, Jamie Lee Curtis, Paul Newman, Mary Steenburgen, Robin Williams et Patti Lupone, des musiciens comme Paul McCartney, Madonna, Yehudi Menuhin, Sting, le prix Nobel 1973 de médecine et de physiologie Nikolaas Tinbergen[réf. nécessaire].
Largement implantée en Angleterre, aux États-Unis, en Australie et au Canada, la technique F. M. Alexander jouit d'une bonne réputation en Scandinavie, en Allemagne, aux Pays-Bas, en Belgique, ainsi qu'en Suisse mais reste peu connue en France[réf. nécessaire].

## La technique
La technique Alexander enseigne la capacité à faire un nouveau choix en ce qui concerne la façon de s'utiliser en dépit des schémas habituels établis. La méthode permet de choisir consciemment comment répondre à un stimulus plutôt que de réagir trop rapidement et de façon non appropriée. La technique Alexander est enseignée généralement sous forme de leçons individuelles avec un enseignant utilisant de façon spécialisée le contact des mains ainsi que les instructions verbales. La technique est aussi enseignée sous forme de master-classes ou d'ateliers, pouvant s’ouvrir sur des leçons individuelles courtes afin de servir d’exemple au reste de la classe.
La formation pour enseigner la Technique Alexander dure de trois à quatre ans, avec un minimum de 1 600 heures de cours.

## Recherche et études
Les articles de Frank Pierce Jones détaillant sa recherche sur la Technique Alexander ont été recueillis dans une édition datant de 1997.
En 2002, Stalibrass et al. ont publié les résultats d'une étude contrôlée sur l'efficacité de la technique pour l'amélioration des symptômes de la maladie de Parkinson. Cette étude été menée de manière randomisée mais pas en double-aveugle.  Cette étude a été menée sur 93 patients atteints de la maladie de Parkinson, répartis en 3 groupes: un groupe recevant 24 leçons de la technique Alexander, un groupe recevant 24 séances de massages et un groupe témoin sans intervention particulière. Quatre indicateurs ont été utilisés pour évaluer le changement dans la progression de la maladie. Selon ces quatre indicateurs, la technique Alexander était plus efficace que les massages, à un degré statistiquement significatif.
Enfin en 2008, l'efficacité de la technique Alexander a été vérifiée dans une étude comparative publiée en août 2008 dans le British Medical Journal. Cette étude compare l'efficacité des massages et de la technique Alexander sur des personnes souffrant de douleurs lombaires chroniques. La technique Alexander s'est avérée la plus efficace pour soulager les douleurs sur le long terme. L'étude a également montré qu'une amélioration était constatable à partir de 6 séances.
Un rapprochement a actuellement lieu entre les sciences cognitives et la technique Alexander afin d'explorer la notion d'unité entre le corps et l'esprit, en anglais : Embodied mind. Une première expérience d'échanges a déjà eu lieu en 2012, patronnée et en partie financée par le laboratoire CREA (Centre de recherche en épistémologie appliquée) de l’École polytechnique (université Paris-Saclay)[réf. nécessaire].